# Журіков Сергій Миколайович
Сергій Миколайович Журіков (21 листопада 1980, Севастополь, СРСР — 2 травня 2014, Слов'янськ, Україна) — український колабораціоніст з Росією, воєначальник терористичної організації «ДНР» початкового етапу війни на сході України. Командир загону бойовиків тимчасово окупованого Слов'янська.

## Біографія
Уродженець Севастополя. До Революції Гідності мешкав у Києві. Займався парашутним спортом, здійснив понад 1500 стрибків. Професійний фотограф. Служив паламарем Києво-Печерської Лаври. Був одружений, мав дитину.
У 2014 році з початком війни на сході України почав воювати на боці російсько-терористичних бандформувань під позивним «Ромашка» і став одним із лідерів Слов'янських колаборантів. Ймовірно, саме Журіков перевів через кордон і завів у місто підрозділ Ігоря Гіркіна.
Саме Журіков 13 квітня 2014 року організував напад на групу українських спецназівців ЦСО СБУ «А» на блокпосту поблизу Слов'янська, внаслідок якого загинув капітан СБУ Геннадій Біліченко. На допомогу альфівцям прийшли десантники 80-ї бригади ДШВ. Це був перший бій у російсько-українській війні на Донбасі.
Загинув 2 травня 2014 року у снайперській дуелі з ЗСУ під час боїв у центрі Слов'янська.
За бажанням матері загиблого, Журікова поховали в Сумській області — за місцем її проживання у місті Середина-Буда.